# Жонатан Блондель
Жонатан Блондель (фр. Jonathan Blondel, нар. 3 квітня 1984, Іпр) — бельгійський футболіст, що грав на позиції півзахисника.
Більшу частину кар'єри провів у «Брюгге», з яким став чемпіоном Бельгії та дворазовим володарем Кубка і Суперкубка Бельгії. Також грав за національну збірну Бельгії.

## Клубна кар'єра
У дорослому футболі дебютував 2001 року виступами за команду «Мускрон», в якій провів один сезон, взявши участь у 18 матчах чемпіонату.
Своєю грою за цю команду привернув увагу представників тренерського штабу лондонського клубу «Тоттенгем Готспур», до складу якого приєднався 7 серпня 2002 року. Він дебютував у Прем'єр-лізі 31 серпня 2002 року, вийшовши на заміну в кінцівці гри замість Миленко Ачимовича в переможному матчі проти «Саутгемптона» у віці 18 років і 150 днів. Однак у «Тоттенгемі» він не мав шансів зіграти через конкуренцію в складі і грав переважно в резервній лізі. Загалом за півтора року перебування на «Вайт Гарт Лейн» провів ще лише один матчі в Прем'єр-лізі — 1 листопада 2003 року в домашній грі проти «Болтон Вондерерз» (0:1), знову вийшовши на заміну, цього разу замість Маурісіо Тарікко.
У січні 2004 року Блондель повернувся до Бельгії та приєднався до «Брюгге» за 1,2 мільйона євро. Перші 2,5 роки в команді здебільшого виходив на заміну. У 2004 році він виграв Кубок Бельгії, а в 2005 році виграв свій перший національний титул чемпіона Бельгії. Він також обидва рази вигравав Суперкубок Бельгії. З сезону 2006/07 став грати у стартовому складі «Брюгге» і 2015 року вдруге в кар'єрі виграв національний кубок.
Він зіграв загалом 266 ігор за «Брюгге», перш ніж оголосив про завершення професійної кар'єри 13 січня 2015 року після багаторічних проблем із травмами, через які він не грав останні роки. Його останній офіційний матч відбувся ще 8 серпня 2013 року в Лізі Європи.

## Виступи за збірні
У складі юнацької збірної Бельгії до 16 років був учасником юнацького чемпіонат Європи 2001 року в Англії, де зіграв у всіх трьох матчах, але бельгійці не вийшли з групи. Наступного року з командою до 19 років був учасником юнацького чемпіонат Європи 2002 року в Норвегії, де також зіграв усі три матчі, але бельгійці посіли останнє місце у групі.
Протягом 2002—2007 років залучався до складу молодіжної збірної Бельгії. Разом з нею брав участь у молодіжному чемпіонаті Європи 2007 року в Нідерландах, де зіграв у всіх чотирьох іграх і дійшов з командою до півфіналу. Всього на молодіжному рівні зіграв у 20 офіційних матчах, забив 4 голи.
21 серпня 2002 року дебютував в офіційних іграх у складі національної збірної Бельгії в товариському матчі зі збірною Польщі (1:1), вийшовши на заміну замість Вальтера Баседжо на 80-й хвилині.
Він повернувся до національної команди в 2004 році, зігравши у товариських матчах проти Німеччини і Туреччини, після чого знову за збірну тривалий час не грав. Майже через шість років після його останнього матчу за збірну Блондель провів свій четвертий і останній матч 3 березня 2010 році проти Хорватії.

## Титули і досягнення
- Чемпіон Бельгії (1):

«Брюгге»: 2004/05
- Володар Кубка Бельгії (2):

«Брюгге»: 2006/07, 2014/15
- Володар Суперкубка Бельгії (2):

«Брюгге»: 2004, 2005